# كلارنس سميث
كلارنس سميث (بالإنجليزية: Pinetop Smith)‏ (و. 1904 – 1929 م) هو عازف بيانو، وفنان الشارع، وموسيقي، ومغني، من الولايات المتحدة الأمريكية، ولد في تروي، ألاباما، توفي في شيكاغو، عن عمر يناهز 25 عاماً، بسبب gunshot.

## جوائز
حصل على جوائز منها:
- جائزة غرامي لممر المشاهير (1982).

## وصلات خارجية
- كلارنس سميث على موقع IMDb (الإنجليزية)
- كلارنس سميث على موقع الموسوعة البريطانية (الإنجليزية)
- كلارنس سميث على موقع ميوزك برينز (الإنجليزية)
- كلارنس سميث على موقع إن إن دي بي (الإنجليزية)
- كلارنس سميث على موقع أول ميوزيك (الإنجليزية)
- كلارنس سميث على موقع ديسكوغز (الإنجليزية)
- كلارنس سميث على موقع ديسكوغز (الإنجليزية)